# Modrzew Griffitha
Modrzew Griffitha (Larix griffithii Hooker filius 1854, syn.: Larix griffithiana Carriere, Pinus griffithiana (Carriere) Voss) – roślina z rodziny sosnowatych (Pinaceae Lindley). Występuje we wschodnich Himalajach, Bhutanie, Nepalu i Sikkimie.

## Charakterystyka
PokrójRoślina wysokości do 20 metrów.
PieńPojedynczy, brązowy, lub szarobrązowy z głębokimi bruzdami. Gałęzie brązowe.
LiścieSzpilkowate i jasnozielone, osadzone na krótkopędach, w pęczki liczące od kilkunastu, do kilkudziesięciu sztuk. Opadające na zimę.
KwiatyŻeńskie - okazałe, męskie - niepozorne, otwierające się przed, lub w czasie rozwoju liści (kwiecień - maj). Roślina jednopienna.
SzyszkiMłode - zielone z czerwonymi rumieńcami, dojrzałe - brązowe, duże z wystającymi i odgiętymi ku nasadzie łuskami okrywowymi.
BiotopRoślina występująca w górach Azji na znacznych wysokościach (3000 - 4100 m), przyzwyczajona do ostrych zim. Wymagająca takiego samego traktowania, jak inne azjatyckie modrzewie.

## Zmienność
Modrzew Griffitha posiada kilka ładnych odmian:
- modrzew Griffitha typowy (Larix griffithii Hook. f. var. griffithii Hook. f.),
- modrzew Griffitha wyniosły (Larix griffithii Hook. F. var. speciosa (W. C. Cheng & Y. W. Law) Farjon).

## Zastosowanie
Modrzew Griffitha jest uprawiany w większych ogrodach i parkach.

## Szkodniki
W cieplejszym klimacie może być atakowany przez ochojnika.

## Choroby
W wilgotnych miejscach ten gatunek modrzewia choruje na raka modrzewiowego.